# Marie-Anne de Lachassaigne
Marie-Anne-Hélène Broquin de Lachassaigne (* 16. Januar 1747 in Saint-Valery-sur-Somme; † 23. Juni 1820 in Saint-Mandé) war eine französische Schauspielerin.
Aus adeligem Hause stammend, entschied sie sich, der Schwester ihrer Mutter, der Schauspielerin Marianne-Hélène de Mottes, an die Comédie-Française zu folgen, wo sie im Jahr 1765 debütierte. Zuerst trat sie unter dem Künstlernamen Sainval auf, legte diesen aber wieder ab, als die Schauspielerin Mademoiselle Saint-Val cadette zur Comédie stieß. Zuerst hatte sie kein festes Engagement und spielte einzeln besetzt, bis sie im Jahr 1769 zur Sociétaire de la Comédie-Française berufen wurde. Allerdings hatte sie immer noch nur ein halbes Engagement und wurde als Zweitbesetzung eingesetzt. Erst als sich im Jahr 1780 Madame Drouin zur Ruhe setzte, bekam sie ein volles Engagement. Sie nutzte die Chance und konnte in etlichen Uraufführungen die Charaktere ihrer Rollen maßgeblich gestalten.
Die hereinbrechende Revolution verschonte auch sie nicht und 1793 wurde sie als Schauspielerin des Königs im Gefängnis Sainte-Pélagie für fünf Monate festgesetzt. Kaum wieder frei, kümmerte sie sich um ein neues Engagement, das sie am Théâtre Feydeau fand. Als arriviertes Ensemblemitglied wurde sie 1799 in die neu gegründete Comédie-Française aufgenommen, wo sie noch bis 1803 regelmäßig auftrat und schließlich 1804 in Pension ging. Ihren Bühnenabschied beging sie allerdings erst 1805 bei einer Aufführung an der Pariser Oper, die aber ein wirtschaftlicher Misserfolg war.
Sie zog sich nach Saint-Mandé zurück, wo sie von einer bescheidenen Pension der Comédie lebte. Völlig vergessen und vereinsamt, lebte sie dort und starb mit fortgeschrittener Demenz.
In jungen Jahren war Lachassaigne die Mätresse von Louis-Alexandre de Bourbon, prince de Lamballe, mit dem sie auch eine Tochter, Charlotte, hatte, die ebenfalls Schauspielerin wurde, jedoch jung starb.